# Anthene jeanneli
Anthene jeanneli är en fjärilsart som beskrevs av Henry Stempffer 1961. Anthene jeanneli ingår i släktet Anthene och familjen juvelvingar. Inga underarter finns listade i Catalogue of Life.